# Gonzalo de Benito Secades
Gonzalo de Benito Secades (Madrid, 15 de noviembre de 1951) es un antiguo diplomático español. Durante su carrera fue embajador ante Perú, Suiza, Liechtenstein, Emiratos Árabes Unidos y Japón. También fue Secretario de Estado de Asuntos Exteriores.

## Biografía
Licenciado en Derecho, ingresó en la carrera diplomática en 1979. Estuvo destinado en las representaciones diplomáticas españolas en Luxemburgo y Francia. Fue subdirector general de Extranjería, Refugiados y Pasaportes y subdirector general de Personal en la Dirección General del Servicio Exterior. En 1992 fue nombrado cónsul general de España en Houston y, posteriormente, embajador de España en Perú. En julio de 2000 pasó a ocupar el puesto de jefe del Gabinete del ministro de Asuntos Exteriores. En enero de 2003 fue designado embajador de España en la Confederación Suiza y en abril de ese año embajador de España en el Principado de Liechtenstein. Desde agosto de 2008 hasta 2009 fue embajador en Misión Especial para la Negociación de Acuerdos de participación electoral de nacionales extranjeros no comunitarios en elecciones locales. Entre abril de 2009 y enero de 2012 desempeñó el cargo de embajador de España en los Emiratos Árabes Unidos.
Secretario de Estado de Asuntos Exteriores entre 2012 y 2014. Desde noviembre de ese año fue embajador de España en Japón. Terminó el deber del embajador en octubre de 2018, cuando fue sucedido en su cargo por Jorge Toledo Albiñana.

## Distinciones honoríficas

### Españolas
- Caballero gran cruz de la Orden de Isabel la Católica (Reino de España, 26/12/2014).[3]
- Comendador de Número y Oficial de la orden del Mérito Civil
- Comendador de Número y Comendador de la Orden de Isabel la Católica
- Cruz de la Orden del Mérito Militar

### Extranjeras
- Oficial de la Orden del Mérito Civil y Militar de Adolfo de Nassau, de Luxamburgo
- Oficial de la Orden Gran Ducal de la Corona de Roble, de Luxemburgo
- Gran Medalla de Oro de la Ciudad de Lille, de Francia
- Gran Cruz de la Orden "el Sol del Perú", de Perú
- Gran Cruz de la Orden del Mérito, de Portugal
- Gran Cordón de la Orden de Wissam Al Alaoui, de Marruecos
- Gran Cruz de la Orden de Mayo, de Argentina
- Gran Cruz de la Orden del Mérito, de Luxemburgo
- Gran Cruz de la Orden de Bernardo O´Higgins, de Chile
- Gran Cruz de la Orden Nacional de Honorato Vásquez, de Ecuador
- Gran Cruz de la Orden del Fénix, de Grecia
- Comendador de la Orden de Orange-Nassau, de los Países Bajos
- Gran Cruz de la Orden del Mérito por Servicios Distinguidos, de Perú
- Gran Cordón de la Orden del Sol Naciente, de Japón[4]